# 프랑스-소련 상호원조조약
프랑스-소련 상호원조조약(프랑스어: Traité franco-soviétique d'assistance mutuelle, 러시아어: Франко-советский пакт о взаимопомощи) 또는 불소상호원조조약(佛蘇相互援助條約)은 1935년 나치 독일을 포위하여 중앙 유럽의 위협을 줄이기 위해 프랑스와 소련이 체결한 양자 간 조약이다. 소련의 외무장관 막심 리트비노프와, 프랑스의 외무장관 루이 바르투가 추진했지만, 바르투는 협상이 끝나기도 전인 1934년 10월 암살당했다.
그의 후임자인 피에르 라발은 소련과의 동맹의 필요성과 그 가치에 대해 회의적이었다. 그러나 1935년 3월 독일 재군비 선언 이후 프랑스 정부는 주저하던 외무장관에게 바르투가 시작한 모스크바와의 협상을 완료하도록 강요했다.

## 여파
체코슬로바키아의 주요 동맹국이었던 프랑스와 소련이 조약을 맺은 후, 1935년 5월 16일 체코슬로바키아-소련 동맹 조약이 체결되었다.
아돌프 히틀러는 프랑스 의회가 프랑스-소련 동맹을 비준한 것을 통해 위협을 느꼈다며 라인란트 진주를 정당화했다. 독일에 호의적이었던 영국 하원 의원 데이비드 로이드 조지는 "히틀러 총통이 조국을 지키지 않고 이를 용납했다면 그는 조국의 반역자가 되었을 것"이라고 말했다.
프랑스-소련 조약의 군사 조항은 영국과 이탈리아가 모든 행동을 승인해야 하는 등 여러 조건 때문에 사실상 무용지물이었다. 프랑스 정부가 독일과의 전쟁 시 양국 군대의 행동 조정을 규정하는 군사 협약을 받아들이지 않으면서 조약의 효력은 더욱 약화되었다. 그 결과 양국의 위신을 높이는 것 외에는 별다른 성과를 거두지 못한 상징적인 친선 및 상호원조조약이 체결되었다.
그러나 1936년 이후, 프랑스가 관심을 잃자, 유럽 전체가 이 조약이 사문화된 조약이라는 사실을 깨달았다. 1938년, 영국 총리 네빌 체임벌린과 프랑스 총리 에두아르 달라디에가 시행한 유화정책은 집단 안보를 종식시키고 독일의 침략을 더욱 부추겼다. 1938년 독일의 안슐루스와 1938년과 1939년에 걸쳐 체코슬로바키아를 해체한 뮌헨 협정은 유럽에서 집단안보 체제 구축이 불가능함을 보여주었고, 리트비노프가 주장한 정책은 실패로 돌아갔다. 그리고 영국 및 프랑스 정부가 소련과의 본격적인 반독일 정치 및 군사 동맹을 맺는 것을 꺼리면서, 1939년 8월 말 소련과 독일 사이에 몰로토프-리벤트로프 협정이 체결되었고, 이는 소련이 독일의 경제적 동맹국이 됨으로써 프랑스와 결정적으로 단절되었음을 나타냈다.

## 본문
제1조
프랑스 또는 소련이 유럽 국가의 침략 위협 또는 침략의 위험에 처한 경우, 소련과 프랑스는 국제연맹 조약 제10조의 규정을 준수하기 위해 취해야 할 조치에 대해 즉각적인 상호 협의를 진행하기 위해 상호 참여한다.
제2조
국제연맹 조약 제15조 제7항에 기술된 상황에서 프랑스 또는 소련이 양국의 진정한 평화적 의도에도 불구하고 유럽 국가의 무도한 침략을 받게 되는 경우, 소련과 프랑스는 즉시 상호 원조와 지원을 제공한다.
제3조
국제연맹 조약 제16조에 따라 조약 제12조, 제13조 또는 제15조에서 가정한 교전에 반하여 전쟁을 일으킨 국제연맹의 모든 회원국은 사실상 다른 모든 회원국에 대하여 전쟁 행위를 한 것으로 간주된다는 사실을 고려하여, 프랑스와 소련은 둘 중 어느 한쪽이 무력 침략의 대상이 될 경우 조약 제16조의 적용을 활성화하기 위해 즉각적인 원조와 지원을 상호적으로 제공할 것을 약속한다.
프랑스 또는 소련이 국제연맹 조약 제17조 1항 및 3항에 기술된 상황에서 유럽 국가의 침략의 대상이 되는 경우에도 동일한 의무를 부담한다.
서명 규약
제1조
제3조의 효력은 각 체약당사자가 국제연맹 평의회의 권고가 조약 제16조에 따라 발표되는 즉시 이를 준수하기 위해 상대방에 즉각적인 지원을 제공하도록 의무화하는 것임을 이해한다. 두 체약 당사국은 상황이 요구하는 모든 신속성을 가지고 이사회의 권고를 이끌어 내기 위해 공동으로 행동 할 것이며, 그럼에도 불구하고 어떤 이유로 든 이사회가 권고를 하지 않거나 만장일치 결정에 도달하지 않는 경우 그럼에도 불구하고 지원 의무가 이행될 것임을 똑같이 이해한다.

## 같이 보기
- 소련-폴란드 불가침 조약
- 독일-소련 불가침 조약
- 소련-일본 중립 조약